# Roberto Mandelli
Roberto Mandelli (Brescia, 10 aprile 1979) è un allenatore di rugby a 15 ed ex rugbista a 15 italiano, in carriera attivo nel ruolo di seconda e terza linea ed internazionale per l'Italia dal 2004 al 2007.

## Biografia
Bresciano di nascita, venne ingaggiato nel 1999 dal Calvisano, club situato nella provincia della sua città natale, rimanendovi fino al 2006, disputando sette stagioni in massima divisione e vincendo: lo scudetto 2004-05, la Coppa Italia 2003-04 e la Coppa Intercontinentale 2006 giocata contro l'Hindú campione d’Argentina.
Nel 2006 si trasferì nella città di Parma, rimanendovi fino al 2013; qui vestì fino al 2009 la maglia del GRAN Parma, passando poi al Parma nel 2009. Nell'estate 2010 fu nella rosa della neonata franchigia dei Crociati, ricoprendo il doppio ruolo di giocatore e allenatore dal 2011 al 2013. Terminata l'esperienza crociata, nel 2013 si accasò al Reggio Emilia rimanendovi fino al 2016 e disputando campionati alterni tra prima e seconda divisione. Nel 2013-14 fu assistente allenatore di Alessandro Ghini, mentre, nella stagione successiva, fu capo allenatore del club reggiano insieme a Tommaso Bricoli.
Al termine della stagione 2015-16 decise di accettare la proposta del Monferrato, occupando il ruolo di giocatore-allenatore della franchigia piemontese nel campionato di serie B.
Dopo aver indossato la maglia dell' Italia A, nel 2004 venne convocato in nazionale maggiore dal C.T. John Kirwan, debuttando il 20 marzo 2004 al Lansdowne Road di Dublino contro l'Irlanda, match valido per la 4ª giornata del Sei Nazioni. Venne riconvocato nel 2007 da Pierre Berbizier disputando nuovamente il Sei Nazioni e prendendo parte al tour della nazionale italiana in Sud America.

## Palmarès
- Campionati italiani: 1
Calvisano: 2004-05
- Coppe Italia: 1
Calvisano: 2003-04
- Coppa Intercontinentale
Calvisano: 2006